# ハーディング子爵
ハーディング子爵（英語: Viscount Hardinge）は、イギリスの子爵位。連合王国貴族爵位。ヘンリー・ハーディング陸軍元帥が1846年に叙位されたことに始まる。

## 歴史

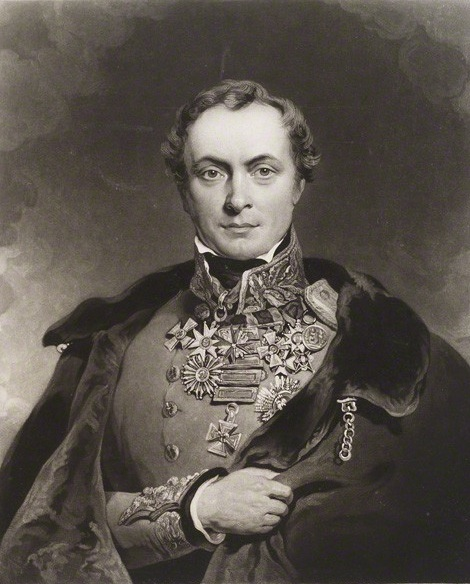
初代ハーディング子爵ヘンリー・ハーディング

ヘンリー・ハーディングは、ナポレオン戦争で歴戦した陸軍軍人で保守党の政治家でもあり、1844年から1848年にかけてはインド総督を務めた。その在職中に起こった第一次シク戦争を勝利に導いた恩賞として1846年5月2日にダービーシャーのキングス・ニュートンハーディング及びラホールのハーディング子爵(Viscount Hardinge of Lahore and of King's Newton in Derbyshire)に叙せられた。
以降、その男系男子の嫡流によって2015年現在まで継承されている。本邸はハンプシャー・ベイジングストーク近くのブロードミア・ハウス(Broadmere House)。
子爵家の家訓は、『困難なときも平静を保つべし(Mens Æqua Rebus In Arouis)』。

## ハーディング子爵 (1846年)
- 初代ハーディング子爵ヘンリー・ハーディング (1785–1856)
- 2代ハーディング子爵チャールズ・スチュワート・ハーディング（英語版） (1822–1894)
- 3代ハーディング子爵ヘンリー・チャールズ・ハーディング (1857–1924)
- 4代ハーディング子爵カリル・ニコラス・チャールズ/・ハーディング (1905–1979)
- 5代ハーディング子爵ヘンリー・ニコラス・パウル・ハーディング (1929–1984)
- 6代ハーディング子爵チャールズ・ヘンリー・ニコラス・ハーディング (1956–2004)
- 7代ハーディング子爵アンドリュー・ハートランド・ハーディング (1960–2014)
- 8代ハーディング子爵トマス・ヘンリー・ド・モンタヴィル・ハーディング (1993-)

2015年現在、法定推定相続人はいない。 推定相続人は現当主の弟ジェイミー・アレクサンダー・ディヴィッド・ハーディング (1996-)